# Sanny Åslund
John Sanny Åslund (Torsby, 1952. augusztus 29. –) svéd válogatott labdarúgó.

## Pályafutása

### A válogatottban
1977 és 1979 között 5 alkalommal szerepelt a svéd válogatottban és 2 gólt szerzett. Részt vett az 1978-as világbajnokságon.

## Sikerei, díjai

### Játékosként
AIK Fotboll
- Svéd kupa (1): 1976

Malmö FF
- Svéd kupa (1): 1980
- Interkontinentális kupa
  - döntős: 1979

### Edzőként
IFK Norrköping
- Svéd kupa (1): 1991